# Їстівні квіти

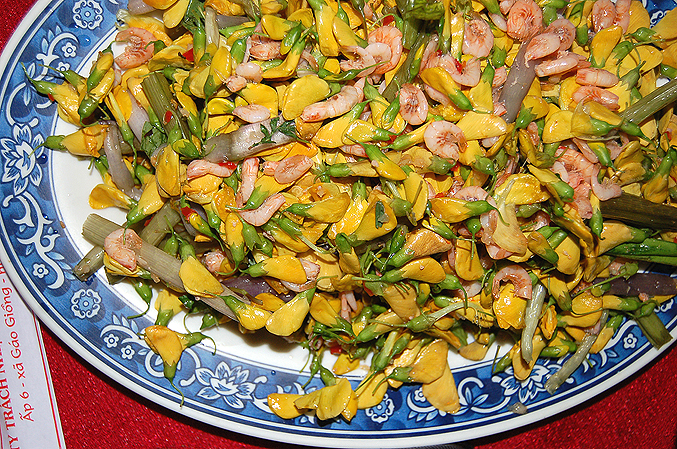
В'єтнамська страва, що містить квітки рослини Sesbania bispinosa

Їстівні квіти — генеративні частини квіткових рослин, що вживаються в їжу.
Використовувати квіти в кулінарії почали більше 2000 років тому. Дані рослини застосовували в їжу народи Стародавнього Риму, Греції. У Греції їжу майстерно прикрашали не тільки пелюстками, а й цілими бутонами. Ці страви з'явилися незалежно один від одного в багатьох районах планети: Японія, Китай, Лівія, Індія; пізніше проникли в італійську та французьку кухню. Однак після відкриття водного шляху в Індію квіти втратили свою цінність як приправи для людей високих станів, і на їхнє місце прийшли прянощі (кориця, кмин та ін.). Незабаром стали зникати й інші страви з квітами, так як з'явилися нові їстівні рослини, однак квіти продовжували використовувати в їжу найбідніші верстви населення. Знову популярними квіти стали в 80-х роках 20 століття і залишаються популярними досі, але не як повсякденна їжа, а делікатес.
В даний час в їжу вживаються понад 45 видів квітів. Зустріти квіти в меню ресторанів Європи складно, а ось в Азії вони числяться як дорога й ексклюзивна страва. Також ця культура набула великої популярності серед туристів.

## Троянди
У наш час найбільш популярною споживачами їстівної квіткової культурою є троянда. Основним постачальником цього делікатесу є квіткові плантації міста Куенка в Еквадорі. Поля з незвичайними квітами знаходяться в екологічно чистих гірських районах міста, де місцеві умільці обробляють плантації без використання пестицидів і хімічних добрив, поливаючи талою водою снігових вершин Анд й використовуючи тільки природні добрива. На Середньому Сході кухарі використовують цей інгредієнт протягом сотень років. На сьогоднішній день пелюстки троянд також збирають з великих полів Лівії, але кількість їстівних троянд серед інших невелика. Виробництво даного продукту досить затратне, але власники плантацій Куенки впевнені в успіху проекту, так як замовлення на дивовижний десерт надходять з усього світу, хоча поласувати салатами та кондитерськими виробами з трояндами поки що можна тільки в ресторанах Нью-Йорку і Барселони. Цей інгредієнт володіє також цілющими властивостями, так як в ньому високий вміст кальцію і вітаміну C. Дегустатори делікатесу кажуть, що пелюстки троянд мають незвичайний з легким присмаком руколи смак. Однак цінуються «гастрономічні» троянди ще й через маленького масштабу виробництва, тому що з усіх троянд однієї плантації тільки близько 100 000 вирощують в гастрономічних цілях. Туристичні маршрути Еквадору поповнені відвідуванням плантацій з незвичайною культурою, де туристи можуть спробувати троянди на смак прямо з кущів.

## Огірочник
Своєю назвою рослина зобов'язана запаху, який дуже схожий на огірковий. З цієї квітки виготовляють різні настої, чаї, використовують в салатах, так як він містить вітаміни А і С, а також каротин та ефірні олії. Воїнам Стародавнього Риму для зміцнення духу і мужності дуже часто додавали в раціон страви з огірочнику, а в Середньовіччя лицарі перед турніром випивали настоянку з огіркової трави і деякі прикрашали голову вінками з цієї квітки.

## Жоржина
Ця квітка була вперше привезена до Європи іспанським мандрівником Соціно в 1784 році з Мексики в Мадрид. Тоді ще не були виведені селекціонерами махрові й інші види жоржин, вони були тільки червоних і рожевих кольорів. Мандрівник підніс бульби рослин Філіпу V, так як Соціно вважав їх їстівними. Кухарі перепробували багато способів їх обробки, але домогтися їстівного вигляду їм не вдалося, однак рослина прижилася в садах Іспанії, а пізніше її пелюстки стали використовувати як прикрасу страв.

## Красоля
Вперше була описана в щоденниках доньки Ліннея. Першими в кулінарії її спробували використовувати французи, вони стали додавати її в салати та інші страви. Особливу цінність красоля отримала через вміст в насінні рослини алкалоїду, який вважається прекрасним засобом від цинги. Рослина також містить вітамін С, білки та мінеральні речовини. Найважливішою харчової культурою красоля є для мешканців Південної Америки, крім того, вона популярна у жителів Англії.

## Хризантема
Хризантеми дуже популярні в східних країнах: Китаї, Японії. Їх цінують через лікарських властивостей. Ці квіти додають в салати, але також їдять і в сирому вигляді. У їжу йдуть і пагони, і листя, і суцвіття цих квітів.

## Інше
- календула
- лілія
- герань
- лаванда
- маргаритка
- фіалка
- кульбаба
- лілейник
- Квітка Юккі
- чорнобривці
- крокус
- фіалка триколірна
- тюльпани
- ромашка
- волошка
- гвоздика
- конюшина
- фуксія
- гладіолус
- мальва
- соняшник

## Зацукровані квіти
У кулінарії квіти часто використовуються в зацукрованому вигляді як самостійний десерт або прикраса інших десертів. Ця традиція походить з арабських країн.